# Nikolaus Hirschl
Pour les articles homonymes, voir Hirschl.
Nikolaus Hirschl est un lutteur autrichien spécialiste de la lutte libre et de la lutte gréco-romaine né le 20 mars 1908 à Vienne et mort le 10 octobre 1991.

## Biographie
Nikolaus Hirschl participe aux Jeux olympiques d'été de 1932 à Los Angeles dans la catégorie des poids lourds et remporte deux médailles de bronze.